# Библиотека Жуанина

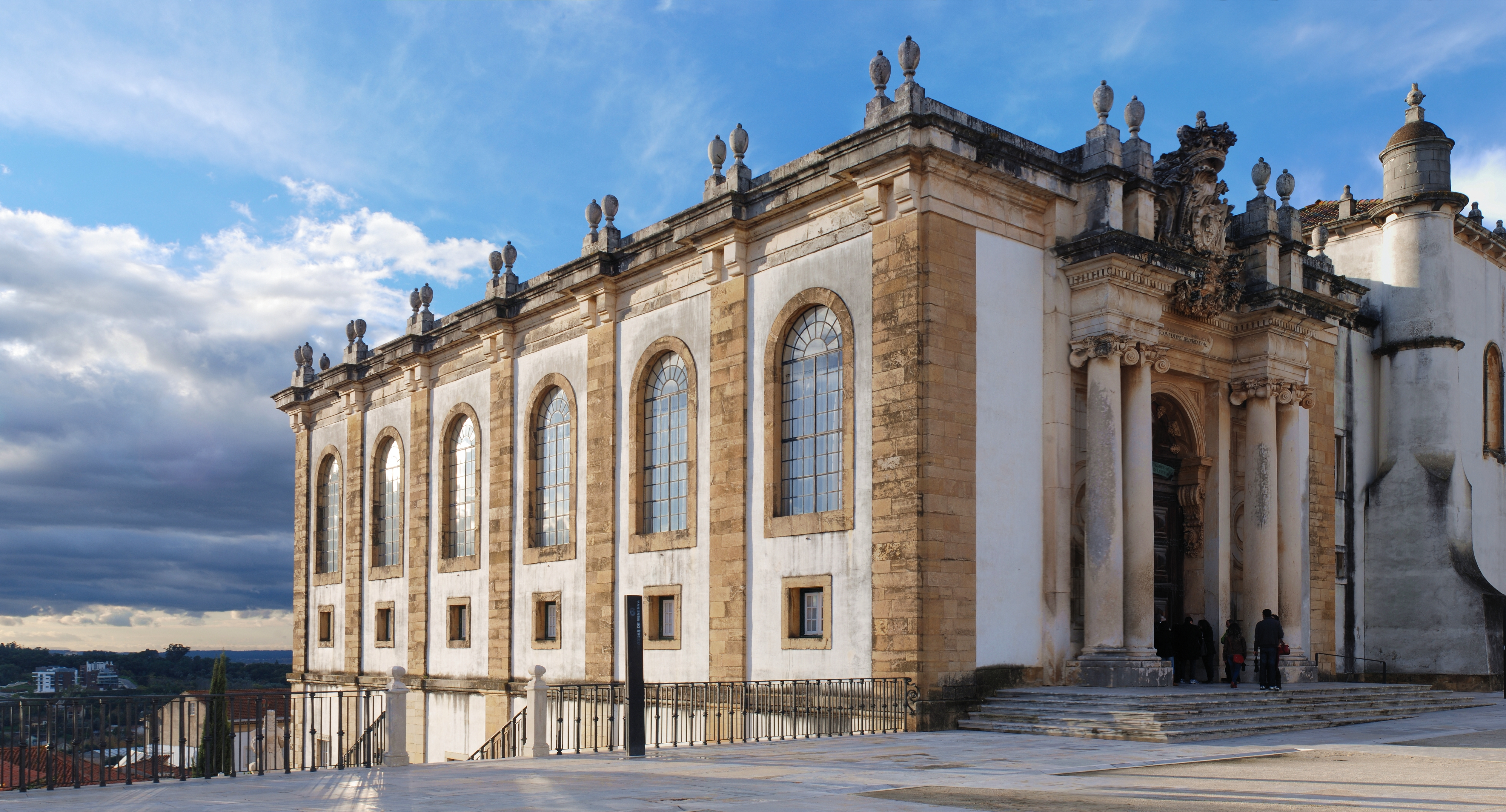
Передний фасад здания библиотеки на фоне основных университетских сооружений и башен

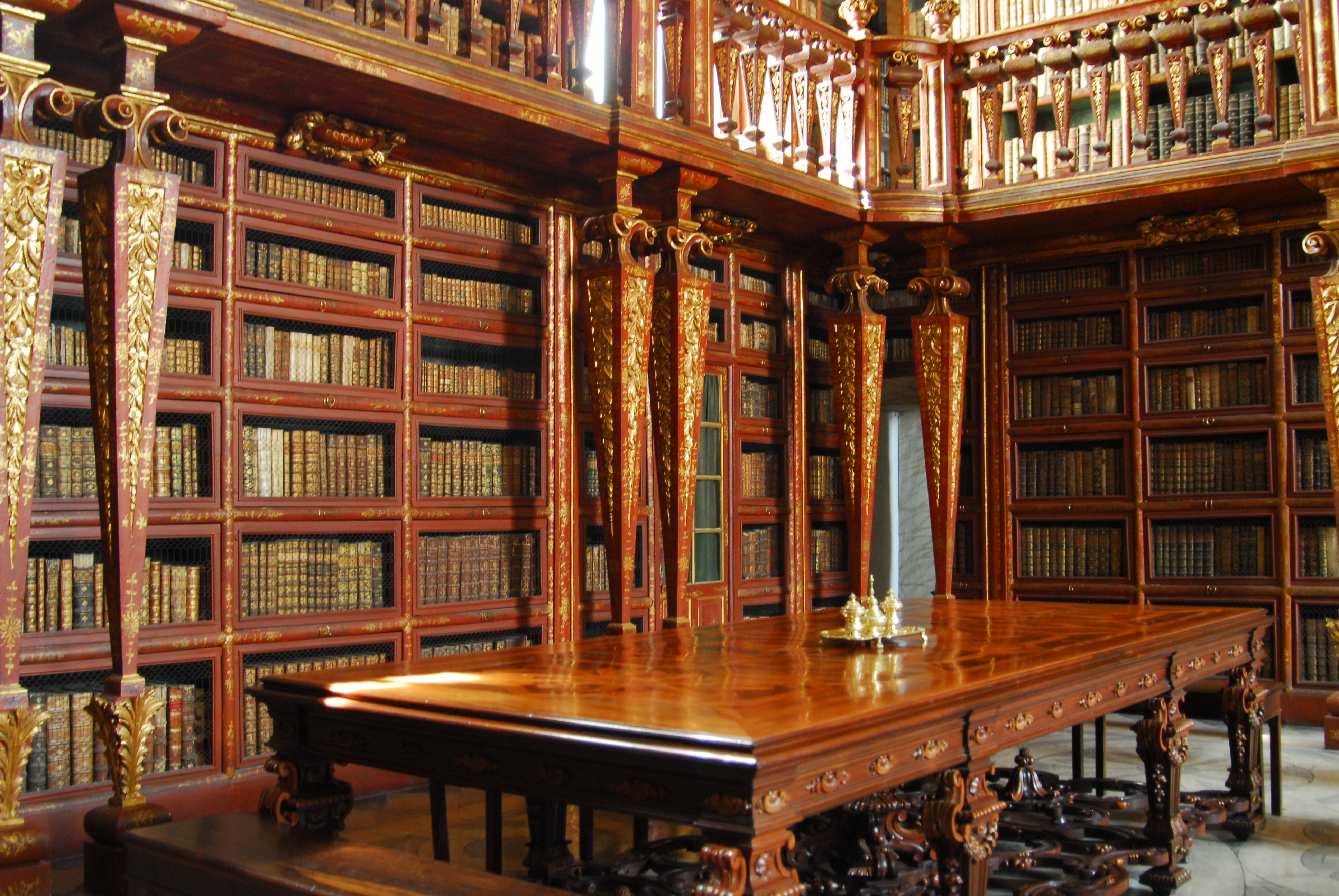
Интерьер Библиотеки Жуанина

Библиотека Жуанина (порт. Biblioteca Joanina) — библиотека в стиле барокко, расположенная на вершине исторического центра Коимбрского университета.
Построенная в XVIII веке во время правления португальского короля Жуана V она является частью Общей библиотеки Коимбрского университета. Библиотека Жуанина имеет статус национального памятника, обладая неоценимой исторической ценностью и являясь одним из главных туристических достопримечательностей, относящихся к университету.

## История
Дом библиотеки (порт. Casa da Livraria) был построен в период с 1717 по 1728 год, а свои первые книги он получил в 1750 году.

## Архитектура и собрание
Над входной дверью библиотеки расположен национальный герб. Внутри находятся три большие комнаты, разделённые декоративными арками, выдержанными в том же стиле, что и портал, и полностью украшенными португальскими художниками. Стены покрыты двухэтажными полками из золочёного или окрашенного экзотического дерева. Расписные потолки работы лиссабонских художников Симоэса Рибейро и Висенте Нуньеса гармонично сочетаются с остальной отделкой.
Здание имеет три этажа и хранит в себе около 200 000 томов, из которых 40 000 расположены на первом этаже. С ними можно ознакомиться по заявке с обоснованием и мотивами, которая передаётся в Общую библиотеку, где и рассматривается вопрос по её выполнению. Подобные процедуры являются прямым следствием редкости и возраста документов в библиотеке: коллекция датируется XVI, XVII и XVIII веками, большинство томов которой представляют лучшие произведения Европы того времени. В неё входят труды по медицине, географии, истории, гуманитарным дисциплинам, науке, гражданскому и каноническому праву, философии и теологии.
Все книги в библиотеке находятся в хорошем состоянии, так как в её здании создана устойчивая окружающая среда в течение всего года. Здание было задумано как библиотечный дом, поэтому его наружные стены имеют толщину в 2.11 м. Дверь хранилища сделана из тика, что позволяет поддерживать в помещении постоянную температуру 18-20 °C. Влажность колеблется вокруг показателя в 60%, таким образом способствуя сохранению деревянного интерьера. Использование дубовой древесины, имеющей плотную структуру, спасает коллекцию библиотеки от воздействия насекомых, для которых дуб также является репеллентом.

## Летучие мыши
Библиотека известна как одна из двух в мире (вторая — библиотека дворца Мафра), чьи книги защищают от насекомых колонии летучих мышей. В течение ночи летучие мыши охотятся на появившихся насекомых, тем самым помогая в деле сохранения коллекции библиотеки. Каждый вечер работники библиотеки покрывают книжные полки кожаными листами, а утром очищают библиотеку от помёта летучих мышей.